# 오드센주의 캉통
프랑스 오드센주에는 총 17개의 캉통이 속해 있다. 

## 캉통
2015년 3월 행정구역 총개편으로 인해 현재는 다음과 같다.
- 앙토니
- 아니에르쉬르센
- 바뇌
- 불로뉴빌랑쿠르 1
- 불로뉴빌랑쿠르 2
- 샤트네말라브리
- 샤티용
- 클라마르
- 클리시
- 콜롱브 1
- 콜롱브 2
- 쿠르브부아 1
- 쿠르브부아 2
- 잔빌리에르
- 이시레물리노
- 르발루아페레
- 뫼동
- 몽트루주
- 낭트르 1
- 낭트르 2
- 뇌이쉬르센
- 뤼에유말메종
- 생클루